# Racketlon
Racketlon é um esporte em que os competidores se enfrentam nas quatro modalidades de raquete mais populares: tênis de mesa, badminton, squash e tênis. Originou-se na Finlândia e na Suécia e foi inspirado em outros esportes combinados como o triatlo, o pentatlo moderno e o decatlo.

## Regras
No racketlon, compete-se contra um adversário sequencialmente em cada uma das quatro modalidades: tênis de mesa, badminton, squash e tênis. É disputado um set de 21 pontos em cada modalidade, sendo necessária uma margem de dois pontos para se terminar cada set. Ao final da partida, sagra-se vencedor aquele jogador que obtiver o maior número de pontos no total, independentemente do número de sets vencidos. O racketlon pode ainda ser disputado em duplas ou por equipes.
Com exceção das regras de pontuação mencionadas acima, todas as regras que se aplicam nos quatro esportes individuais também se aplicam no racketlon.